# 万福尧
万福尧是一位中国政治人物，担任湖北省鄂州市卫生健康委员会主任。

## 生平
万福尧曾先后就职于鄂州市劳动局、鄂州市鄂城区花湖镇、鄂州市卫生局、鄂州市中心医院党委书记。2021年10月起，担任湖北省鄂州市卫生健康委员会主任。